# Уретроскоп

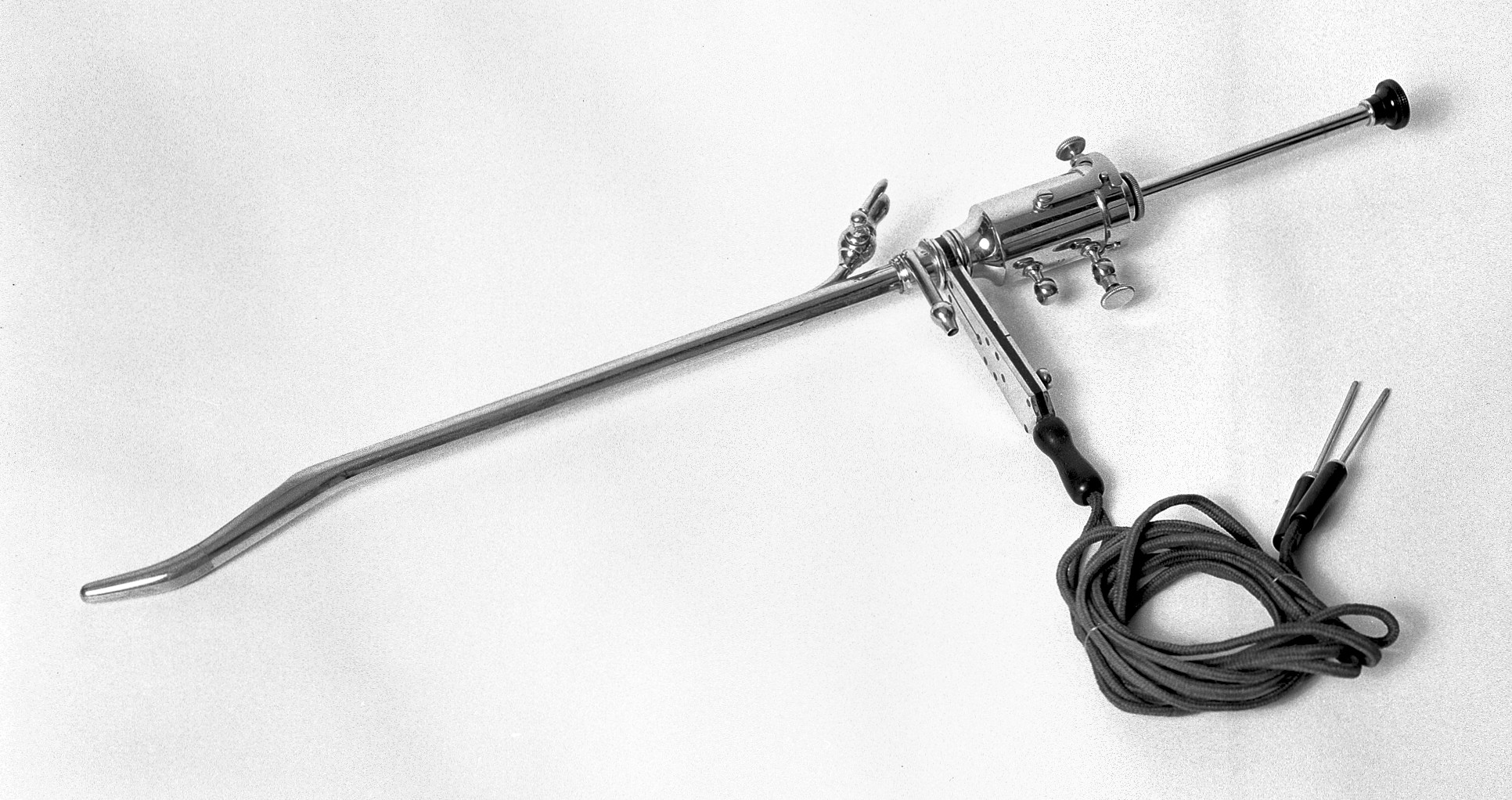
Уретроскоп

Уретроско́п (от др.-греч. οὐρήθρα — мочеиспускательный канал и σκοπέω — рассматриваю) — аппарат, предназначенный для проведения диагностики и терапевтического лечения женской и мужской уретры, проведения под визуальным наблюдением различных лечебных процедур и несложных внутриуретральных операций. Дезормо (A. J. Desormeaux) в 1853 г. впервые представил уретроскоп.
Уретроскоп, состоит из полых металлических трубок, оптической системы, снабженный осветительной системой с волоконными световодами, обеспечивает освещение объектов «холодным светом».
Уретроскоп УР-ВС-1
Уретроскоп УР-ВС- комбинированный и уретроскоп УР-ВС-1 комбинированный (базовый) различаются по комплектации. В малый (базовый) комплект не входят ручка для женских тубусов, тубус 27Ш женский с обтуратором и тубус 23Ш женский с обтуратором, ватодержатель и щетка. Таким образом, комбинированный уретроскоп УР-ВС-1 подходит для обследования и мужчин, и женщин, уретроскоп в базовой комплектации предназначен только для мужчин.